# Simangalam
Simangalam is een bestuurslaag in het regentschap Labuhan Batu Utara van de provincie Noord-Sumatra, Indonesië. Simangalam telt 4733 inwoners (volkstelling 2010).